# アイダ・メイ・パーク
アイダ・メイ・パーク（Ida May Park, 1879年12月28日 - 1954年6月13日）は、アメリカ合衆国の映画監督、脚本家である。

## 人物・来歴
1879年（明治12年）12月28日、アメリカ合衆国のカリフォルニア州ロサンゼルス市に生まれる。
記録に残る最初の脚本作品は、ユニヴァーサル・フィルム・マニュファクチュアリング・カンパニー（現在のユニバーサル・ピクチャーズ）傘下に統合されたあとのネスター・フィルム・カンパニー（ネスター・スタジオ）が製作したウォレス・リード監督・主演作品の A Gypsy Romance である。同作はパークが満34歳のときの同年4月8日にユニヴァーサルの配給で公開された。同年、同じくユニヴァーサル傘下のレックス・モーション・ピクチャー・カンパニーが製作したポーリン・ブッシュ主演作品 Her Bounty の脚本を書いて、初めてジョセフ・ド・グラス監督と組む。以降、同監督に脚本を多く提供する。
1916年（大正5年）、同年設立されたユニヴァーサル傘下の製作会社・ブルーバード映画で、ド・グラスが監督したルイズ・ラヴリー主演 The Grip of Jealousy の脚本を書いて以降、同社の作品の脚本を手がけ、日本にも多く公開された。1917年（大正6年）には、ロン・チェイニー主演のブルーバード映画 The Flashlight で監督デビューを果たす。同社で監督として、1918年（大正7年）のチェイニー主演の『罪の報ひ』までを手がけた。
1920年（大正9年）、ジョセフ・ド・グラスと結婚する。同年、ユニヴァーサルを離れ、映画プロデューサーのアンドリュー・J・キャラハンによるアンドリュー・J・キャラハン・プロダクションで、ベッシー・ラヴ主演の The Midlanders の脚本を書き、夫のジョセフ・ド・グラスとともに共同監督する。同年、ルイ・J・ガスニエのルイ・J・ガスニエ・プロダクションズで、ルー・コディ主演の『蝴蝶の男』の脚本を書き、ガスニエとともに共同監督する。同年、アンドリュー・J・キャラハン・プロダクションズが製作した、ベッシー・ラヴ主演の『芸は下手でも』を夫とともに共同監督したのが最後の監督作となった。
脚本家としては、1926年（大正15年）、夫が自らの製作会社ジョセフ・ド・グラス・プロダクションズで製作・監督した The Hidden Way にオリジナルシナリオを提供、1930年（昭和5年）、ウィリス・ケントがウィリス・ケント・プロダクションズで製作、ウィリアム・A・オコナーが監督した Playthings of Hollywood にオリジナルシナリオを提供したのが、最後の脚本作となった。同作は最初で最後のトーキーであり、監督作はすべてサイレント映画であった。
1940年（昭和15年）5月25日、夫ジョセフと死別した。
1954年（昭和29年）6月13日、カリフォルニア州ロサンゼルス郡で死去した。満74歳没。

## おもなフィルモグラフィ
特筆以外はすべて脚本である。日本語題の付されていないものは日本未公開作品である。
- A Gypsy Romance : 監督・主演ウォレス・リード、1914年 - 初脚本
- The Man Within : 監督・主演ウォレス・リード、1914年
- Her Bounty : 監督ジョセフ・ド・グラス、1914年
- All for Peggy : 監督ジョセフ・ド・グラス、1915年
- The Grind : 監督ジョセフ・ド・グラス、1915年
- The Girl of the Night : 監督ジョセフ・ド・グラス、1915年
- Steady Company : 監督ジョセフ・ド・グラス、1915年 - ジュールス・ファースマンと共同で脚本
- Bound on the Wheel : 監督ジョセフ・ド・グラス、1915年 - ジュールス・ファースマンと共同で脚本
- Mountain Justice : 監督ジョセフ・ド・グラス、1915年 - ジュールス・ファースマンと共同で脚本
- Alas and Alack : 監督ジョセフ・ド・グラス、1915年
- A Mother's Atonement : 監督ジョセフ・ド・グラス、1915年
- Lon of Lone Mountain : 監督ジョセフ・ド・グラス、1915年
- The Millionaire Paupers : 監督ジョセフ・ド・グラス、1915年
- Father and the Boys : 監督ジョセフ・ド・グラス、1915年 - ジョージ・エイドと共同で脚本
- Dolly's Scoop : 監督ジョセフ・ド・グラス、1916年 - ヒュー・C・ウィアーと共同で脚本
- The Grip of Jealousy : 監督ジョセフ・ド・グラス、1916年
- Tangled Hearts : 監督ジョセフ・ド・グラス、1916年
- 『恨みの金貨』 The Gilded Spider : 監督ジョセフ・ド・グラス、1916年
- 『踊り子の生涯』 Bobbie of the Ballet : 監督ジョセフ・ド・グラス、1916年 - グラント・カーペンターと共同で脚本
- 『文身美人』 The Grasp of Greed : 監督ジョセフ・ド・グラス、1916年 - H・ライダー・ハガードと共同で脚本
- If My Country Should Call : 監督ジョセフ・ド・グラス、1916年 - ヴァージニア・ターヒューン・ヴァンドウォーターと共同で脚本
- 『異郷』 The Place Beyond the Winds : 監督ジョセフ・ド・グラス、1916年 - ハリエット・T・コムストックと共同で脚本
- 『無言の報酬』 The Price of Silence : 監督ジョセフ・ド・グラス、1916年 - W・ケーリイ・ウァンダリイと共同で脚本
- 『愛児の導き』 The Piper's Price : 監督ジョセフ・ド・グラス、1917年 - ナンシー・マン・ワデル・ウッドロウと共同で脚本
- 『モルガンの娘』 Hell Morgan's Girl : 監督ジョセフ・ド・グラス、1917年 - ハーヴェイ・ゲイツと共同で脚本
- 『二人姉妹』（別題『二人の姉妹』） The Girl in the Checkered Coat : 監督ジョセフ・ド・グラス、1917年 - E・マグナス・イングルトンと共同で脚本
- The Flashlight : 主演ロン・チェイニー、1917年 - 監督・脚本（初監督、日本未公開）
- 『反抗の焰』 Fires of Rebellion : 主演ロン・チェイニー、1917年 - 監督・脚本
- 『心の錆』 The Rescue : 主演ロン・チェイニー、1917年 - 監督・脚本
- Bondage : 主演ドロシー・フィリップス、1917年 - 監督・脚本
- 『熱情』 The Grand Passion : 主演ロン・チェイニー、1918年 - 監督・脚本
- 『罪の報ひ』 Broadway Love : 主演ロン・チェイニー、1918年 - 監督・脚本
- The Risky Road : 主演ドロシー・フィリップス、1918年 - 監督
- A Model's Confession : 主演メアリー・マクラレン、1918年 - 監督
- Bread : 主演エドワード・セシル、1918年 - 監督
- 『虚栄の淵』 The Vanity Pool : 主演メアリー・マクラレン、1918年 - 監督
- 『驚ける妻』 The Amazing Wife : 主演メアリー・マクラレン、1919年 - 監督・脚本
- The Midlanders : 主演ベッシー・ラヴ、1920年 - 脚本・ジョセフ・ド・グラスと共同で監督
- 『蝴蝶の男』 The Butterfly Man : 主演ルー・コディ、1920年 - 脚本・ルイ・J・ガスニエと共同で監督
- 『芸は下手でも』 Bonnie May : 主演ベッシー・ラヴ、1920年 - ジョセフ・ド・グラスと共同で監督
- The Hidden Way : 監督ジョセフ・ド・グラス、1926年
- Playthings of Hollywood : 監督ウィリアム・A・オコナー、1930年

## 関連事項
- ネスター・スタジオ （en:Nestor Studios）

## 註
1. 1 2 3 4 5 6 7 8 9 10 11  Ida May Park, Internet Movie Database, 2010年4月15日閲覧。
2. 1 2  A Gypsy Romance - IMDb（英語）, 2010年4月15日閲覧。
3. ↑  Her Bounty - IMDb（英語）, 2010年4月15日閲覧。
4. ↑  『ブルーバード映画の記録』 : 製作・著・発行山中十志雄・塚田嘉信、1984年4月、p.60-63.
5. ↑  The Midlanders - IMDb（英語）, 2010年4月15日閲覧。
6. ↑  The Butterfly Man - IMDb（英語）, 2010年4月15日閲覧。
7. ↑  Bonnie May - IMDb（英語）, 2010年4月15日閲覧。
8. ↑  The Hidden Way - IMDb（英語）, 2010年4月15日閲覧。
9. ↑  Playthings of Hollywood - IMDb（英語）, 2010年4月15日閲覧。
10. ↑  Joseph De Grasse - IMDb（英語）, 2010年4月15日閲覧。